# Chantonnay
Chantonnay é uma comuna francesa na região administrativa da Pays de la Loire, no departamento de Vendéia. Estende-se por uma área de 82,91 km². Em 2010 a comuna tinha 8 805 habitantes (densidade: 106,2 hab./km²).